# Calvari (Felanitx)
El Calvari de Felanitx és un monument dedicat a la crucifixió situat a Felanitx, Mallorca.

## Història
L'any 1851, el rector Sebastià Serra adquirí els terrenys dalt del Puig del Call, i el gener de l'any següent va fer construir un camí per pujar-hi, per unes escales construïdes a continuació del carrer del Call.

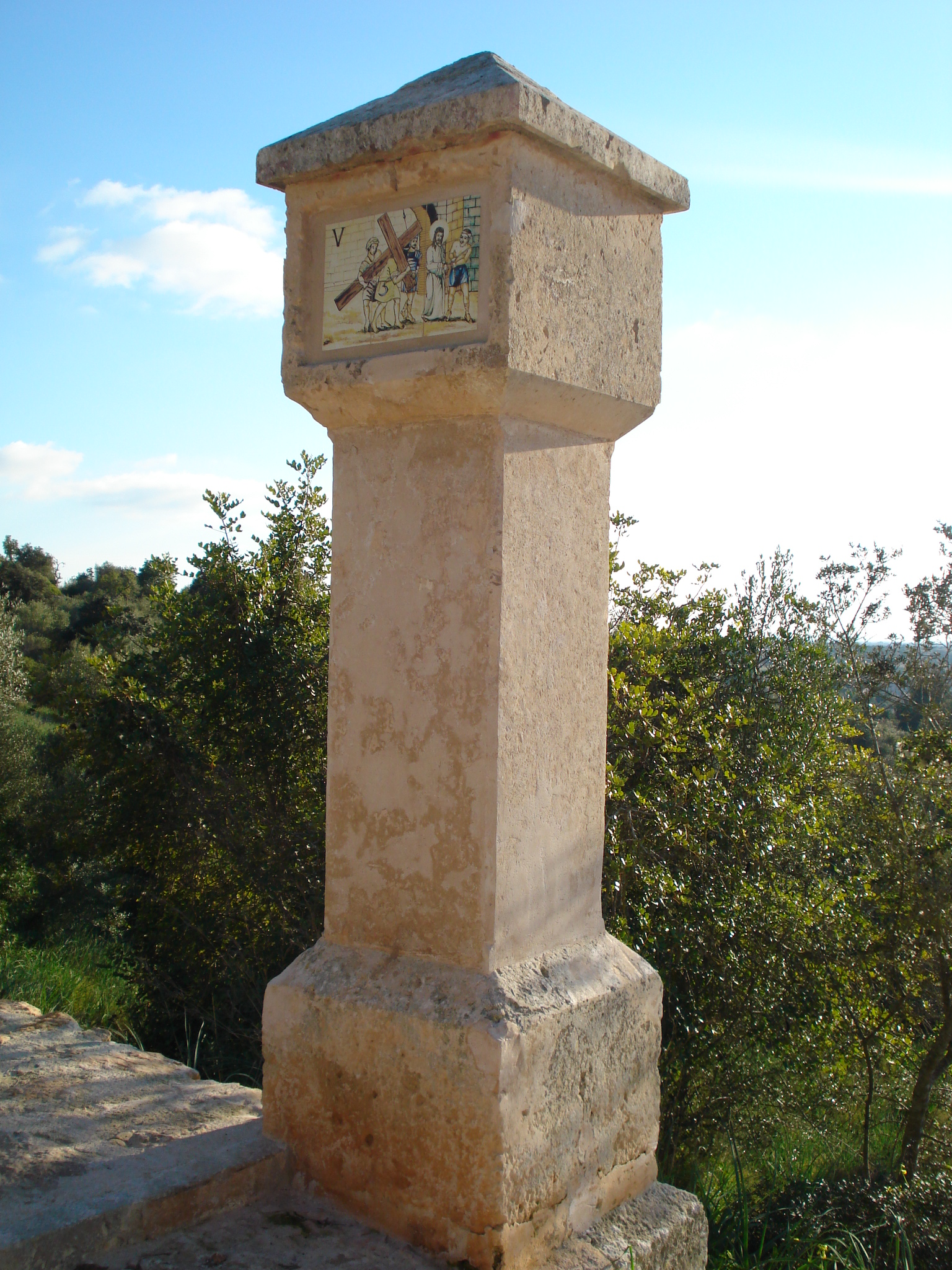
Cinquena estació

Al mes de juliol va col·locar la primera pedra de l'oratori, el qual no s'acabà del tot fins a l'any 1856; aquest mateix any fou beneït.
Aquest oratori està situat a dalt del puig en direcció al nord-est de Jerusalem, on, segons l'Evangeli, fou crucificat Jesús de Natzaret. S'hi col·locaren 14 estacions dels passos o Via crucis, que representen els moments de la vida de Jesús del moment en què va ser fet presoner fins a la seva crucifixió i sepultura, amb relleus de Miquel Arcas, que foren substituïts el 1972 per rajoles pintades.
El Puig del Call té una alçada d'uns 214 metres aproximadament, amb una escalera de 110 escalons que condueix fins al camí; aquests escalons tenen una amplada de 2 i una llargària de 2,80 m. A les vores del camí hi ha paret seca.

## Restauració
La primera reforma va ser l'any 1983. Foren molts els felanitxers que col·laboraren en la restauració de l'espai i del camí.
La segona reforma, es va realitzar entre el 2009 i 2010, per la qual el camí i les escales que pugen a l'oratori del Calvari recobraren l'aspecte d'un temps. Es remodelaren les catorze estacions del viacrucis que hi ha al llarg del camí, malmesos per actes vandàlics dels darrers anys en les cares de les figures que les componen. Gràcies a una nova tècnica de fotografia ceràmica, les estacions es reformaren amb unes tintes ceràmiques que es posen damunt les rajoles i es couen en el forn, talment com si fos pintat a mà. També es netejaren les columnes de marès del Via Crucis, i s'adequaren les zones verdes que de l'entrada de l'oratori.